# Brachyglossina hassan
Brachyglossina hassan là một loài bướm đêm trong họ Geometridae.